# 土屋亮一
土屋 亮一（つちや りょういち、1976年 - ）は、日本の放送作家。劇作家。演出家。シベリア少女鉄道代表。

## 略歴・人物
東京都出身。獅子座、血液型はA型。國學院大学卒。
大学在学中から、放送サークルにてラジオドラマを執筆。これがヒットを飛ばし卒業後の1999年には「シベリア少女鉄道」を設立。
「見よう見まねで演劇を始めながらも、独創的なアイデアと緻密な構成力の無駄遣いで演劇界のみならずあらゆる分野から注目を浴びる永遠の男子中学生」とシベリア少女鉄道公式ウェブサイトの本人自己紹介欄で自己を語っている。

## テレビ台本
| 放送期間                 | 番組名                                  | 放送局                                                                      |
| ------------------------ | --------------------------------------- | --------------------------------------------------------------------------- |
| 2008年                   | アベレイジ（2008年3月28日放送分の一部） | フジテレビ                                                                  |
| 2010年 -                 | 戦国鍋TV 〜なんとなく歴史が学べる映像〜 | 独立UHF局・テレビ朝日系列・フジテレビ系列・TBS系列 ほか各地のローカル局など |
| 2010年7月16日 - 9月24日  | WALKING EYES アルクメデス               | NHK総合テレビジョン                                                         |
| 2011年10月7日 - 12月23日 | ウレロ☆未確認少女                       | テレビ東京                                                                  |
| 2012年7月13日 - 10月5日  | ウレロ☆未完成少女                       | テレビ東京                                                                  |
| 2014年1月10日 -          | ウレロ☆未体験少女                       | テレビ東京                                                                  |
| 2014年10月3日 -          | 実在性ミリオンアーサー                  | tvk                                                                         |
| 2014年10月18日 -         | 甲殻不動戦記 ロボサン                   | テレビ東京                                                                  |
| 2015年10月10日 -         | SICKS〜みんながみんな、何かの病気〜     | テレビ東京                                                                  |
| 2016年1月9日 -           | ウレロ☆無限大少女                       | テレビ東京                                                                  |
| 2016年10月8日 -          | 潜入捜査アイドル・刑事ダンス            | テレビ東京                                                                  |
| 2018年1月11日 -          | また来てマチ子の、恋はもうたくさんよ    | tvk                                                                         |
| 2021年1月08日 -          | あなた犯人じゃありません                | テレビ東京                                                                  |

## 作・演出を担当した公演
シベリア少女鉄道の公演
- Vol.1「笑ってもいい、と思う」(2000年6月、アール・コリン)
- Vol.2「もすこしだけこうしてたいの」(2000年12月、pamplemousse)
- Vol.3「今、僕たちに出来ること。あと、出来ないこと。」(2001年5月、テルプシコール)
- Vol.4「栄冠は君に輝く」(2001年10月、タイニイアリス)
- Vol.5「耳をすませば」(2002年3月、王子小劇場)
- Vol.6「デジャ・ヴュ」(2002年9月、王子小劇場)
- Vol.7「遥か遠く同じ空の下で君に贈る声援」(2003年1月、王子小劇場)
- Vol.1'「笑ってもいい、と思う。2003。」(2003年4月、王子小劇場・パルテノン多摩)
- Vol.8「二十四の瞳」(2003年9月、三鷹市芸術文化センター)
- Vol.9「ウォッチ・ミー・イフ・ユー・キャン」(2004年1月、下北沢駅前劇場)
- Vol.10「天までとどけ」(2004年5月、THEATER/TOPS)
- Vol.11「VR」(2004年10月、下北沢駅前劇場)
- Vol.12「アパートの窓割ります」(2005年2月、THEATER/TOPS)
- Vol.13「笑顔の行方」(2005年5月、紀伊國屋サザンシアター)
- Vol.14「スラムダンク」(2005年10月、シアターサンモール)
- Vol.15「ここでキスして。」(2006年3月、紀伊國屋サザンシアター)
- Vol.16「残酷な神が支配する」(2006年7月、吉祥寺シアター・精華小劇場)
- Vol.16.1「ニホンゴチョットワカリマス」(2006年10月、アサヒ・アートスクエア)
- Vol.16.5「のだぬカンタービレ」(2006年12月、フジテレビ本社ビル メディアタワー マルチシアター)
- Vol.17「永遠かもしれない」(2007年5月、シアターグリーン)
- Vol.18「俺たちに他意はない」(2007年12月、赤坂REDシアター)
- シベリア少女鉄道スピリッツ「キミ☆コレ～ワン・サイド・ラバーズ・トリビュート」(2010年1月、タイニイアリス)
- シベリア少女鉄道スピリッツ「もう一度、この手に」(2011年1月、王子小劇場)
- シベリア少女鉄道スピリッツ「太陽は僕の敵」(2012年1月、座・高円寺1)
- シベリア少女鉄道スピリッツ「ステップアップ」(2012年10月、赤坂REDシアター)
- Vol.7' シベリア新喜劇「遙か遠く同じ空の下で君に贈る声援 2013」(2013年6月、王子小劇場)
- Vol.23「あのっ、先輩…ちょっとお話が……ダメ！だってこんなのって…迷惑ですよね？」(2014年4月、座・高円寺1)
- Vol.24「ほのぼの村のなかよしマーチ」(2014年10月、新宿シアターブラッツ)
- Vol.25「この流れバスター」(2015年4月、吉祥寺シアター)
- Vol.26「Are you ready? Yes,I am.」(2015年11月、下北沢駅前劇場)
- Vol.27「君がくれたラブストーリー」(2016年6月、赤坂REDシアター)
- Vol.28「たとえば君がそれを愛と呼ぶなら、僕はまた一つ罪を犯す。」(2017年5月、赤坂REDシアター)
- Vol.29「残雪の轍/キャンディポップベリージャム」(2017年12月、サンシャイン劇場)
- Vol.3' シベリアクラシックアーカイブス「今、僕たちに出来る事。あと、出来ない事。from 2001 to 2018。」(2018年5月、赤坂REDシアター)
- Vol.30「いつかそのアレをキメるタイム」(2019年2月、赤坂REDシアター)

シアターシュリンプの公演
- シアターシュリンプ 第1回公演 「エクストラショットノンホイップキャラメルプディングマキアート」
- シアターシュリンプ 第2回公演 「ガールズビジネスサテライト」